# Liga Superior Femenina de Baloncesto
La  Liga Superior Femenina de Baloncesto, es el campeonato profesional de baloncesto en Colombia. El torneo fue establecido a partir de 2020, es organizado por la Federación Colombiana de Baloncesto y se encuentra descontinuado tras la edición 2023.

## Historia
La temporada inaugural se jugó en 2020, a puerta cerrada, por las restricciones debido a la pandemia de COVID-19 en Colombia. Leonas INDER Medellín se coronaron campeonas sobre INDER Santander.
En la temporada 2021 se coronó campeón Atlantas de Barranquilla al ganar el final four disputado en el Coliseo Iván de Bedout de Medellín.
En 2022 se disputó el certamen por primera vez con acceso al público y las campeonas fueron Hormigas Inder Santander, luego de superar por 2-0 en el playoff final a Indeportes Antioquia en el Coliseo Universidad de Medellín.

## Listado de campeones
| Año          | Campeón                  | Subcampeón           | Semifinalista                                |
| ------------ | ------------------------ | -------------------- | -------------------------------------------- |
| 2020 Detalle | Leonas INDER Medellín    | INDER Santander      | Team Cali Guerreros de Bogotá                |
| 2021 Detalle | Atlantas de Barranquilla | Guerreros de Bogotá  | Indeportes Antioquia Power Basketball Club   |
| 2022 Detalle | Hormigas Inder Santander | Indeportes Antioquia | Universidad de Medellín Guerreros de Bogotá  |
| 2023 Detalle | Indeportes Antioquia     | Guerreros de Bogotá  | Búcaros de Bucaramanga Power Basketball Club |

### Títulos por departamento
| Departamento | Títulos | Equipos campeones          | Años de los títulos |
| ------------ | ------- | -------------------------- | ------------------- |
| Antioquia    | 2       | Leonas (1), Indeportes (1) | 2020, 2023          |
| Santander    | 1       | Hormigas (1)               | 2022                |
| Atlántico    | 1       | Atlantas (1)               | 2021                |